# Hardhome
«Hardhome» (Casa Austera) és el vuitè episodi de la cinquena temporada, el 48è del total, de la sèrie televisiva Game of Thrones, de la productora nord-americana HBO. L'episodi va ser escrit per David Benioff i D.B. Weiss, i dirigit per Miguel Sapochnik. Es va estrenar el 31 de maig del 2015.

## Argument

### A Port Reial
Cersei (Lena Headey) rep la visita de la septa Unella (Hannah Waddingham), que li ofereix aigua a canvi d'una confessió dels seus pecats. Cersei demana parlar amb Tommen i és colpejada per les septes. Més tard, Qyburn (Anton Lesser) visita Cersei i l'assabenta dels delictes que se li imputen, entre ells l'incest i l'assassinat de Robert Baratheon, que ella qualifica de mentides. Qyburn també li diu que el Gran Mestre Pycelle ha pres el control del Petit Consell i ha demanat al seu oncle, Kevan, que torni de Roca Casterly i serveixi com a mà del rei Tommen. Abans de sortir, Qyburn li diu Cersei que «la feina continua».

### A Braavos
Arya (Maisie Williams) assumeix la identitat de Llana, un venedor d'ostres. Durant el joc de cares, ella descriu a Jaqen (Tom Wlaschiha) el seu recorregut diari i aquest li recomana canviar de ruta. Al port, ella ven ostres a un home que es dedica a fer assegurances a capitans de vaixells. Jaqen li explica que la família d'un capità va demanar als homes sense rostre que el matessin després de negar-se a pagar als familiars quan el mariner s'havia ofegat al mar. Ordena a Arya que torni al port i aprengui tot el que pugui d'ell abans d'enverinar-lo.

### Al Mur
Gilly (Hannah Murray) cura les ferides de Sam (John Bradley), abans que Olly (Brenock O'Connor) demani per parlar amb Sam en privat. Olly li pregunta per què Jon confia en els salvatges, i assenyala que els salvatges, incloent Tormund, van atacar el seu poble i van matar a la seva família. Sam explica que Jon va haver de prendre una decisió difícil i que no tenen cap possibilitat de derrotar l'exèrcit dels morts sense l'ajuda dels salvatges.

### A Hivèrnia
Pudent (Alfie Allen) porta el menjar a Sansa (Sophie Turner), que segueix tancada a la seva habitació. Ella li pregunta per què va delatar-la davant Ramsay (Iwan Rheon) i Reek respon que ho va fer per protegir-la doncs Ramsay l'hagués torturat com va fer a ell. Sansa li retreu l'assassinat de Bran i Rickon, però Reek confessa que ell no va poder trobar-los i va matar els dos fills del granger i va fer passar les seves restes carbonitzades com la dels nens Stark.
En el gran saló, Roose (Michael McElhatton) i els seus assessors planegen la batalla contra l'exèrcit de Stannis. Roose creu millor esperar-los, assenyalat que Hivèrnia ja està totalment reparada i disposa de subministraments garantits per aguantar el setge de Stannis. Ramsay insisteix que els Bolton han de portar la iniciativa enfront Stannis i li demana al seu pare els 20 millors soldats.

### A Meereen
Jorah (Iain Glen) i Tyrion (Peter Dinklage) són conduïts davant Daenerys (Emilia Clarke) que demana a Tyrion per què li ha de permetre viure i servir-la. Tyrion li diu que entén com funciona la política a Port Reial, ja que va ser la Mà del Rei. Tyrion la convenç i salva la vida de Jorah que ha d'exiliar-se de Meereen., Més tard, Daenerys accepta a Tyrion com assessor i aquest li fa veure que el seu imperi de Meereen no en té prou només el suport de la gent comuna i li diu que no tindrà èxit sense l'ajut d'un poderosa casa de Ponent. Ella, amb amargor, comenta que les poderoses cases de Ponent són els radis d'una roda, i que té la seva intenció és trencar la roda. Mentrestant, Jorah visita a Yezzan zo Qaggaz (Enzo Cilenti) i demana que se li permeti lluitar davant Daenerys.

### A Casa Austera
Després d'arribar a Casa Austera, Jon (Kit Harington), Tormund (Kristofer Hivju), i un grup de la Guàrdia de la Nit es reuneixen amb el Senyor dels Ossos (Ross O'Hennessy), que s'ha convertit en el líder dels salvatges. Després d'un tens enfrontament, Tormund mata al Senyor dels Ossos i ordeni a Karsi (Birgitte Hjort Sørensen) que reuneixi el consell d'ancians. A la reunió, Jon comparteix el vidredrac amb els salvatges i els explica com Sam Walker va matar un caminant blanc amb una daga de vidredrac. Jon ofereix les terres del sud perquè els salvatges puguin conrear les terres si ajuden a la Guàrdia de la Nit en la propera guerra contra els Caminants Blancs. Quan se li va pregunta què va passar amb Mance Rayder, Jon admet que el va matar clavant-li una fletxa. Indignats, els salvatges volen matar-lo però Tormund els calma explicant que Jon va matar a Mance per misericòrdia, estalviant-li una mort lenta i dolorosa a la foguera. Finalment, Jon i Tormund convencen a uns 5.000 salvatges per anar-se'n amb ells, encara que els thenites, dirigits per Loboda (Zahari Baharov), es neguen a seguir-los.
Mentre els vaixells carreguen els salvatges, Casa Austera és atacada per un exèrcit d'espectres. Centenars de salvatges intenten fugir, forçant el seu camí cap als vaixells i atacant-se uns als altres. Jon i la Guàrdia de la Nit surten en la defensa de Casa Austera, ajudant a defensar els murs dels atacs. Jon i Tormund veuen a diversos Caminants Blancs observant la batalla i Jon intenta recuperar la bossa plena d'armes de vidredrac. Dintre d'una gran cabana, Jon i Loboda són atacats per un caminant blanc que fàcilment mata a Loboda. Jon és atacat abans que pugui recuperar el vidredrac i se les arregla per escapar de la barraca. El caminant blanc el persegueix i lluiten, però el caminant queda momentàniament atordit quan és incapaç de trencar l'acer valyri de l'espasa de Jon que, finalment, aconsegueix matar-lo. La seva victòria és de curta durada, ja que les parets que envolten Casa Austera veuen caure els espectres i Jon i els seus aliats han de fugir. Quan Jon torna als vaixells, veu com Rei de la Nit (Richard Brake) ha fet ressuscitar els morts, incloent Karsi i molts caiguts de la Guàrdia de la Nit. Però aran són espectres.

## Producció

### Guió
Aquest episodi va ser escrit per David Benioff i DB Weiss, creadors de la sèrie. Inclou el contingut de les novel·les de George R.R. Martin: Festí de Corbs (Cersei X i La gata dels canals) i Dansa de Dracs (La nena lletja).
Igual que en altres episodis d'aquesta temporada, «Hardhome» conté una gran quantitat de material original que no apareix en les novel·les de Martin. Segons Erik Kain de Forbes, «Ara hem separat totalment maneres amb els llibres. Si la resta de la temporada 5 no li havia convençut que el xou va ser forjant el seu propi camí, aquest episodi és l'últim clau en el taüt». Això inclou l'escena de la batalla en la qual els salvatges i de la Guàrdia de la Nit són atacats pels caminants blancs i l'exèrcit dels morts vivents, així com la reunió de Daenerys Targaryen i Tyrion Lannister.

## Audiències i crítica

### Audiències de televisió
«Hardhome» va ser vist per 7.010.000 espectadors nord-americans durant la seva primera emissió. Business Insider crida a això una "resposta ridícula" després de les puntuacions de baixa de l'episodi anterior, la qual cosa s'atribueix en part a molts espectadors jurant el xou després de l'escena de la violació en "Unbowed, sense doblegar, Unbroken". [9]